# Itacnephalia analis
Itacnephalia analis là một loài ruồi trong họ Tachinidae.